# Trisomia 16
Trisomia 16 chromosomu – u człowieka, letalna aneuploidia będąca najczęstszą aneuploidią w okresie preimplantacyjnym i odpowiadającą, razem z zespołem Turnera i triploidią, za większość spontanicznych poronień
. Znanych jest tylko kilka przypadków donoszenia ciąży z płodem o kariotypie 47,XX+16 albo 47,XY+16 dłużej niż do końca 2. trymestru. Płody te miały ciężkie wady wrodzone serca, hipoplazję klatki piersiowej, dysplastyczne nerki, mocno zaznaczone cechy dysmorficzne twarzy, wady kręgów i żeber, atrezję odbytu, rozszczep podniebienia, mikrocefalię i obrzęk okolicy karkowej. Płody o kariotypie mozaikowym są częściej donaszane, ale również obarczone wadami wrodzonymi.
Trisomia chromosomu 16 u myszy jest zwierzęcym modelem trisomii 21 (zespołu Downa) u człowieka.